# Bacardi 151

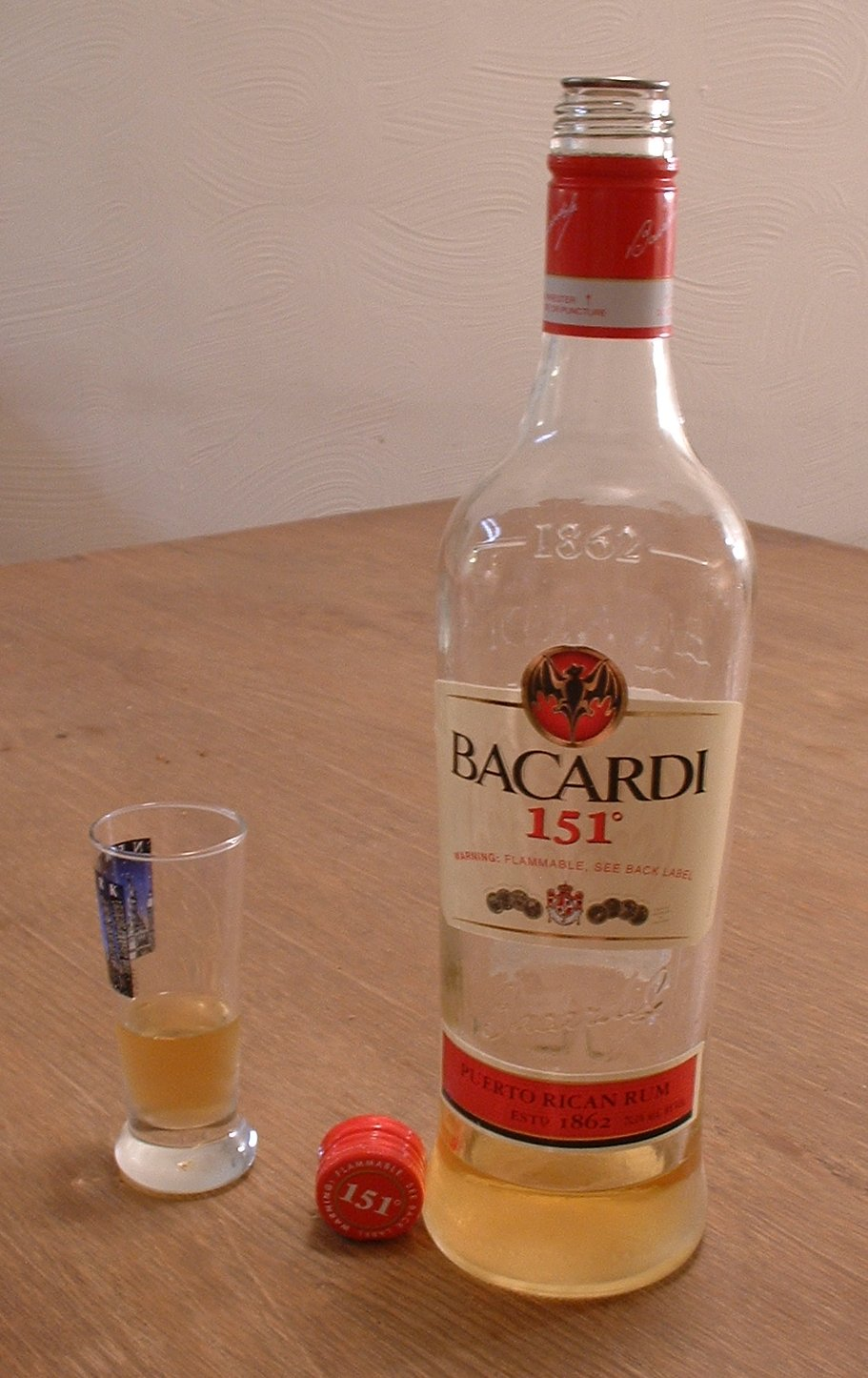
garrafa do Bacardi 151

Bacardi 151 é um rum produzido pela Bacardi com alto teor alcoólico da ordem de 75.5%. A fábrica desta bebida é nas Bermudas. Em função do valores de álcool presente na bebida, sua garrafa possui um anel de segurança, ou a prova de fogo.